# Juweelanemoon
De juweelanemoon (Corynactis viridis) is een felgekleurde Corallimorphariasoort uit de familie van de Corallimorphidae. Het wordt gevonden in de noordoostelijke Atlantische Oceaan en de Middellandse Zee en werd in 1846 voor het eerst wetenschappelijk beschreven door de Ierse natuuronderzoeker George James Allman.
Hoewel zijn naam doet vermoeden dat het om een soort zee-anemoon gaat, behoort Corynactis viridis niet tot de gewone zeeanemonen (orde: Actiniaria), maar om een nieuwe orde van dieren: de Corallimorpharia. De Corallimorpharia zijn in feite nauw verwant aan rifkoralen (orde: Scleractinia). Alleen het voor harde koralen zo typische kalkskelet ontbreekt bij deze orde.

## Beschrijving
De tentakels van de juweelanemoon staan in drie kransen om de mond en hebben een verdikking aan het uiteinde. De kleur is erg variabel: groen, roze, wit, bruin, oranje, lichtblauw. Vaak staan vele exemplaren van dezelfde kleur op één plek bij elkaar. In dat geval zijn deze door ongeslachtelijke voortplanting uit één bloemdier voortgekomen.

## Verspreiding en habitat
De juweelanemoon komt voor in de noordoostelijke Atlantische Oceaan en de Middellandse Zee. Het leefgebied omvat Schotland, Ierland, de westelijke en zuidelijke kusten van Engeland en Wales, het zuidwesten van continentaal Europa en landen aan de Middellandse Zee. Het dieptebereik strekt zich uit van de lagere kust tot de sublitorale zone, tot een diepte van ongeveer 80 meter. Het wordt gevonden in slecht verlichte locaties op rotsen, met name verticale rotswanden, uitsteeksels en grotten, en vormt vaak dichte plekken.